# Felice da Cantalice
Felice da Cantalice, al secolo Felice Porri o Porro (Cantalice, 18 maggio 1515 – Roma, 18 maggio 1587), è stato un religioso italiano dell'Ordine dei frati minori cappuccini. Beatificato nel 1625, è stato proclamato santo da papa Clemente XI nel 1712.

## Biografia

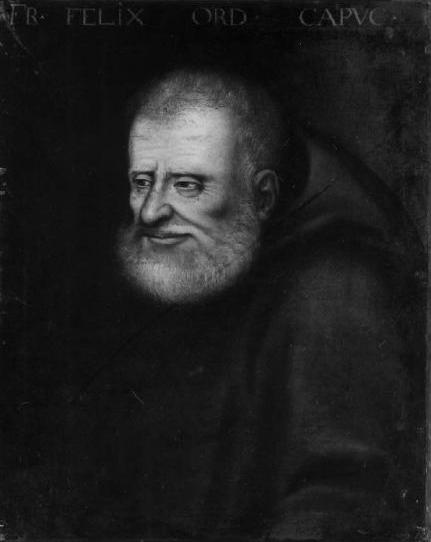

Felice era il terzo di quattro figli nati da Santi e Santa Porri. Erano contadini poveri. All'età di 10 anni circa, Felice fu assunto prima come pastore da una famiglia di Cittaducale, dove poi lavorò come bracciante. Fino all'età di 28 anni lavorò come bracciante e pastore. Sviluppò l'abitudine di pregare mentre lavorava. Verso la fine dell'autunno 1543, Felice entrò tra i frati cappuccini di nuova fondazione come fratello laico nel convento di Cittaducale, e successivamente fu trasferito ad Anticoli di Campagna. Si dice che fosse ben noto per la sua pietà. Nel 1547 fu inviato a Roma come questuante del convento cappuccino di San Bonaventura, dove trascorse i restanti 40 anni chiedendo elemosine per aiutare nell'opera dei frati di assistenza ai malati e ai poveri.
A Roma, fra' Felice divenne uno spettacolo familiare, vagando a piedi nudi per le strade, con un sacco sulle spalle, bussando alle porte per cercare donazioni. Ricevette il permesso dai suoi superiori di aiutare i bisognosi, specialmente le vedove con molti bambini. Si dice che il suo sacco da mendicante fosse senza fondo come il suo cuore. Fra Felice benediceva tutti i benefattori e tutti quelli che incontrava con un umile "Deo Gratias! (grazie a Dio!), inducendo molti a riferirsi a lui come "Frate Deo Gratias". Felice ebbe un tale successo nel suo lavoro che durante la carestia del 1580, il capo politico di Roma chiese ai cappuccini se avrebbero "prestato" Felice a loro in modo che potesse raccogliere cibo e provviste per l'intera città. I cappuccini accettarono e Felice abbracciò il suo nuovo compito.
Predicava per strada, rimproverava i politici e i funzionari corrotti, ed esortava i giovani a smettere di condurre una vita dissoluta. Componeva anche semplici cantici didattici e faceva in modo che i bambini si riunissero in gruppi per cantare (come un modo per insegnare a loro il catechismo).

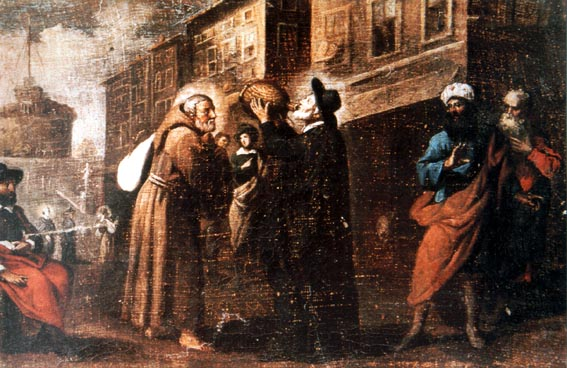
L'incontro di San Filippo Neri e Felice di Cantalice, Jacques Stella

Il frate semplice Felice era un buon amico di San Filippo Neri, un conoscente di Carlo Borromeo e sviluppò una reputazione come guaritore. Con l'avanzare dell'età, il suo superiore gli ordinò di indossare dei sandali per proteggere la sua salute. Il cardinale Santori si era offerto di usare la sua influenza per sollevare l'anziano Felice dal difficile compito della questua, ma egli rifiutò.
Felice cadde infermo il 30 aprile 1587 e morì a Roma il 18 maggio dello stesso anno, nel giorno del suo 72º compleanno; fu sepolto nella cripta della Chiesa di Santa Maria della Concezione dei Cappuccini.

## Culto

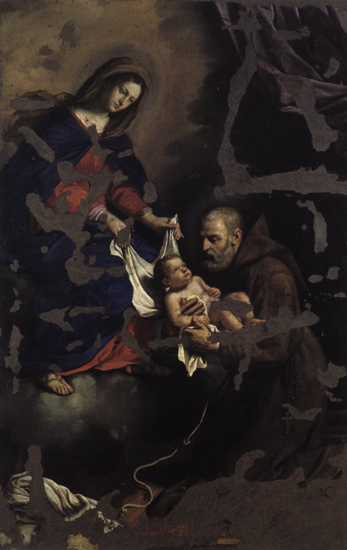
Madonna col Bambino e San Felice da Cantalice, di Bartolomeo Gennari

Papa Sisto V ordinò d'istruire subito dopo la morte il processo di canonizzazione che venne portato a termine tra il 10 giugno e il 10 novembre 1587, ma senza concludersi con la canonizzazione.
Un nuovo processo di canonizzazione ebbe luogo negli anni 1614-1616.
Fu beatificato il 1º ottobre 1625 da papa Urbano VIII e canonizzato (proclamato santo) il 22 maggio 1712 da papa Clemente XI, e fu il primo frate cappuccino nella storia dell'Ordine a ricevere tale titolo.
Il suo elogio si legge nel Martirologio romano al 18 maggio.
Il 27 aprile 1631 il corpo del beato Felice fu traslato dalla chiesa del convento di San Niccolò al convento dell'Immacolata Concezione, Roma.

## Miracoli
Felice Porri iniziò il percorso religioso dopo che un aratro trainato da alcuni buoi gli passò sopra, stracciandogli le vesti, ma lasciando intatto il suo corpo; l’allora contadino Felice, riconosciuta la grandezza dell'evento, decise di entrare nell'ordine dei francescani.
Una volta divenuto frate laico, operò numerose guarigioni (o proprio rianimazioni) di infanti e bambini.

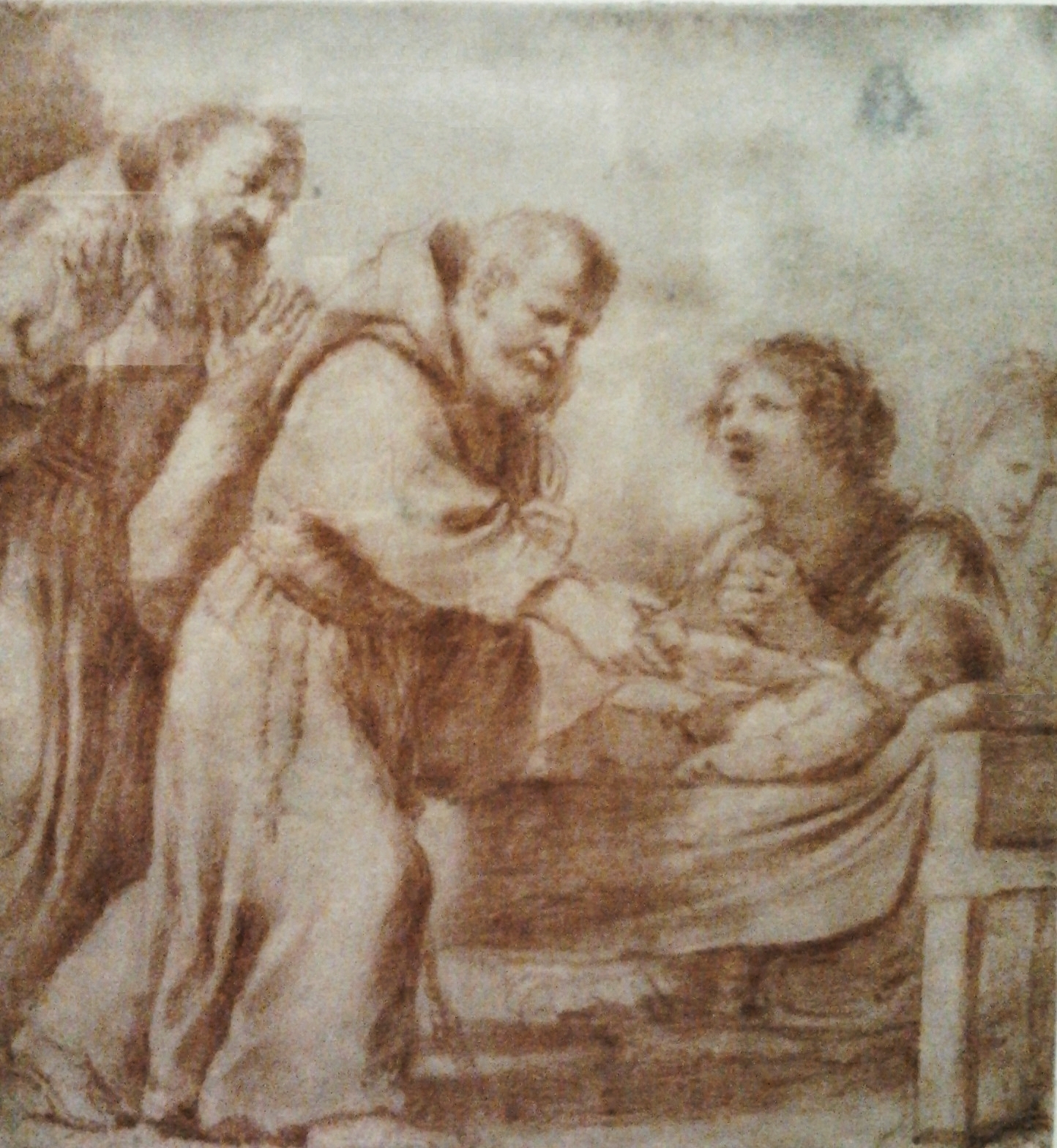
San Felice di Cantalice fa risorgere un bambino morto, Guercino, Museo Nazionale di Varsavia

Uno dei miracoli più famosi lo vide rigenerare un allevamento di bachi da seta, marciti a causa di una malattia infettiva. Il frate portò in casa dell'allevatore alcune foglie bagnate e l'acqua, invece di uccidere i bachi, li moltiplicò e ridiede loro vita: proprio per questo San Felice è invocato a protezione degli allevatori di bachi da seta.
Percorreva tutti i giorni la Roma cinquecentesca con il suo sacco da cerca sulle spalle e, nonostante la grande mole dei doni ricevuti, affermava che il sacco non gli pesava. Una volta, per burla, alcuni studenti misero una moneta nel sacco del frate, ed egli cominciò a gridare, dicendo che il sacco era diventato pesantissimo e che c'era dentro il demonio.
I suoi piedi erano continuamente ricoperti da ulcere e pustole sanguinolente: si rifiutava infatti di indossare calzari anche d'inverno, quando il freddo e la pioggia screpolavano e dilaniavano i suoi piedi. Più volte fu visto nell'atto di ricucirsi i calcagni nella bottega di un calzolaio romano. Una volta morto, i suoi piedi tornarono miracolosamente bianchi e integri, senza cicatrici o segni.
Negli anni a seguire, dalla sua tomba sgorgò un liquido chiaro e denso, che venne raccolto da alcune suore e usato per guarire numerosi ammalati. Il sepolcro venne riaperto a distanza di mesi e il corpo del frate era ancora integro e non emanava cattivi odori.